# 安赞二世
烏迭三世（1792年—1834年），又称安赞二世（Ang Chan II），柬埔寨國王，1806年至1834年在位。本名安赞（អង្គចន្ទ），越南史料稱其為匿螉禛（Nặc Ông Chân）。
安赞二世是安英（涅列列谢三世）的长子。1796年，安英去世，安赞年僅五歲。暹羅人任命召華塔拉哈 (波)（ចៅហ្វ៊ាប៉ុក）為柬埔寨攝政，並且不准安赞返回柬埔寨。直到1806年，安赞二世才獲准返回繼位，暹羅派遣披耶·扎克里 (本)（ឧកញ៉ាចក្រីបែន，茶知卞）、披耶·甲叻洪 (孟)（ក្រឡាហោមមឿង，高羅歆芒）監督其內政。安赞的兩個弟弟安恩（Ang Em，匿螉俺）和安东（Ang Duong，匿螉𧑒）都覬覦王位，同暹羅勾結。為了從兩個弟弟那裡奪權，安赞在外交上親越南。1807年，越南嘉隆帝遣使，冊封安赞二世為「高綿國王」。
暹羅要求安赞二世封安斯农（Ang Snguon）為第二國王、安恩為第三國王，被安贊拒絕。拉瑪一世逝世時，暹羅要求安赞前去曼谷弔唁，被安赞拒絕，安赞還設計殺害了暹羅任命的兩位大臣披耶·扎克里 (本)、披耶·甲叻洪 (孟)，這被暹羅認為是挑釁行為。1811年，暹羅王拉瑪二世派兵入侵柬埔寨，安赞逃往越南嘉定（今胡志明市）避難。安恩、安斯農回到柬埔寨，隨後，安斯農被暹羅任命為柬埔寨攝政。1813年，嘉定總鎮黎文悅、協鎮吳仁靜領兵進入柬埔寨，扶立安贊復位。安恩、安斯农出奔暹羅。此次叛亂後，越南在柬埔寨建立了南榮（金邊）、盧淹（勒維恩）兩個城堡，留阮文瑞領兵一千人駐紮以「保護」之。但後來嘉隆帝發覺安赞對此不滿，便將越南兵召回。
由於越南强徵高棉人開鑿永濟河，引起高棉人的不滿。1820年，柬埔寨僧侶凱（Kai，越南史料稱其為「僧計」）自稱是能夠預測未來的聖人，佔據巴布農起兵反抗越南，襲擊越南人的要塞。柬埔寨和下柬埔寨都有人舉兵響應。安赞派出一支高棉人和越南人混編的軍隊前去鎮壓，但領兵的大臣臨陣脫逃，導致鎮壓失敗。隨後嘉定城派一支完全由越南人組成的軍隊，在磅湛擊敗了起義軍，將凱帶回了嘉定城處死。
安赞在僧計起義中的態度並不明朗，大衛·錢德勒認為他應該認識僧計，作為十分迷信的安赞，無論如何他都不可能堅決反對一個具有超自然能力的高棉人。因此，安赞對這場起義的態度是「慎重而有節制的」。越南出兵平定僧計起義後，於翌年再度以「保護」之名駐軍柬埔寨。此後，柬埔寨成為越南的附庸。
1833年，越南南圻爆發黎文𠐤之亂。黎文𠐤派人向暹羅求救，請求派兵攻打柬埔寨，然後來嘉定支援。暹羅派博丁德差挾持安贊二世的弟弟安恩（匿螉俺）、安东（匿螉𧑒），由陸路出兵，擊敗越南駐軍並佔領了柬埔寨，隨後進軍嘉定支援黎文𠐤。安赞再度逃往越南。翌年，明命帝派兵護送他歸國，並在金邊附近建立安蠻堡，在與馬德望交界處亦建立東邊堡，重兵把守，並在柬埔寨各地都設立關卡。
1834年，安赞二世逝世。他有一子四女，唯一一個兒子在出生後不久就死去了，後來至少有兩個人冒充這名王子並覬覦王位。安赞二世逝世時，四個女兒安本（Ang Baen）、安眉、安斯农（Ang Snguon）、安博（Ang Peou）在世。越南人立其次女安眉繼位。
安赞被認為是一個「極端迷信」的人，越南的《大南實錄》記載他甚為崇敬水舍、火舍二國的巫術，曾請二國的酋長來柬埔寨施展法術。此外他長年多病、深居簡出，明命帝評價他是一個十分膽小的人。
安赞二世曾於1818年曾命宮廷學者Oknha Vongsa Sarapech (Nong)編撰史書《柬埔寨王家編年史》。